# 高木幹夫
高木 幹夫（たかぎ みきお、1954年3月21日 - ）は、実業家。日能研代表取締役。日本教育カウンセラー協会認定教育カウンセラー、MFA（Medic First Aid）インストラクター、UCLAファウンデーション理事。
横浜市港北区出身。父は1953年に菊名小学学習教室を設立した高木知巳。1973年、菊名小学学習教室は「日本能率進学研究会」となり、1993年に社名を「日能研」へ変更した。
1976年、明星大学人文学部心理教育学科を卒業し、日本能率進学研究会に入社。以後、取締役を経て、1984年、代表取締役社長に就任。麻布中学校などの難関中学受験に高い進学実績を誇り、中学受験ビジネス業界において、四谷大塚などと共に大手の一角にまで成長させる。
桜美林大学大学院大学アドミニストレーション専攻修了。

## 著書
- 『自分の子どもは自分で守れ─「学力」ってなんだろう日能研はこう考える』（講談社、2002年）ISBN 4062733471
- 『受験全解社会─中学入試』（日能研、2004年）ISBN 4840302073
- 『問題は、解いてはいけない。』（サンマーク出版、2007年）ISBN 4763197339
- 『予習という病』（日能研共著）（講談社現代新書、2009年）ISBN 4062880245

## 訳書
- ルース・リアドン『ねえ、聞いて……。子どもたちの小さな詩』（みくに出版、1996年）ISBN 4895244865